# Cyclocosmia sublatusicosta
Espèce
Cyclocosmia sublatusicosta est une espèce d'araignées mygalomorphes de la famille des Halonoproctidae.

## Distribution
Cette espèce est endémique du Guangdong en Chine,. Elle se rencontre vers Qingyuan.

## Description
Le mâle holotype mesure 18,51 mm.

## Publication originale
- Yu & Zhang, 2018 : On three species of the trapdoor spider genus Cyclocosmia from China (Araneae, Halonoproctidae). Zootaxa, no 4532(2), p. 248-256.